# Kanton Bernkastel
Der Kanton Bernkastel (auch Kanton Berncastel; franz.: Canton de Berncastel) war eine von acht Verwaltungseinheiten, in die sich das Arrondissement Trier im Saardepartement gliederte. Der Kanton war in den Jahren 1798 bis 1814 Teil der Französischen Republik (1798–1804) und des Napoleonischen Kaiserreichs (1804–1814). Das Verwaltungsgebiet entspricht im Wesentlichen dem der heutigen Verbandsgemeinde Bernkastel-Kues im Landkreis Bernkastel-Wittlich in Rheinland-Pfalz.

## Geschichte
Vor der Besetzung des Linken Rheinufers im Ersten Koalitionskrieg (1794) gehörte der 1798 eingerichtete Verwaltungsbezirk des Kantons Bernkastel hauptsächlich zum Kurfürstentum Trier, einige Gemeinden rechts der Mosel waren aus dem Pfalz-Veldenzer Erbe 1733 an Kurpfalz (seit 1777 Kurpfalz-Bayern) gelangt; Zeltingen und Rachtig waren eine Exklave des Kurfürstentums Köln, Erden gehörte zum Kröver Reich.
Von der französischen Direktorialregierung wurde 1798 die Verwaltung des Linken Rheinufers nach französischem Vorbild reorganisiert und damit u. a. eine Einteilung in Kantone übernommen. Die Kantone waren zugleich Friedensgerichtsbezirke. Der Kanton Bernkastel gehörte zum Arrondissement Trier im Saardepartement.
Der Kanton war von 1800 an in vier Mairies eingeteilt: Bernkastel (Berncastel), Lieser, Mülheim (Mulheim) und Zeltingen. Erster Präsident des Kantons wurde 1798 der Weingutsbesitzer Karl Everad Ellinckhuysen (1763–1837).
Nachdem im Januar 1814 die Alliierten das Linke Rheinufer wieder in Besitz gebracht hatten, wurde im Februar 1814 das Saardepartement und damit auch der Kanton Bernkastel Teil des provisorischen Generalgouvernements Mittelrhein. Nach dem Pariser Frieden vom Mai 1814 wurde dieses Generalgouvernement im Juni 1814 aufgeteilt, die links der Mosel liegenden Gemeinden des Kantons Bernkastel wurden dem unter preußischer Verwaltung stehenden Generalgouvernement Nieder- und Mittelrhein zugeordnet, die rechts der Mosel liegenden Gemeinden (Mairies Bernkastel, Mülheim und Zeltingen) der Gemeinschaftlichen Landes-Administrations-Kommission zugeordnet, die unter der Verwaltung von Österreich und Bayern stand.
Aufgrund der auf dem Wiener Kongress getroffenen Vereinbarungen kam das Gebiet im April 1815 zum Königreich Preußen. Unter der preußischen Verwaltung ging der Kanton Bernkastel in dem 1816 neu gebildeten Kreis Bernkastel im Regierungsbezirk Trier auf, der von 1822 an zur Rheinprovinz gehörte.

## Gemeinden und Ortschaften
Nach amtlichen Tabellen aus den Jahren 1798/1799 gehörten zum Kanton Bernkastel folgende Gemeinden und Ortschaften (in Klammern damalige Schreibweise in den französischsprachigen Tabellen):
| Ort                             | Mairie     | vor 1792 zugehörig                                                 | gehört heute zu                       |
| ------------------------------- | ---------- | ------------------------------------------------------------------ | ------------------------------------- |
| Andel                           | Mülheim    | Kurpfalz, Oberamt Veldenz                                          | Bernkastel-Kues, Stadtteil Andel      |
| Bernkastel (Berncastel)         | Bernkastel | Kurtrier, Amt Bernkastel, Gericht Bernkastel                       | Bernkastel-Kues, Stadtteil Bernkastel |
| Brauneberg (Dousemond)          | Mülheim    | Kurpfalz, Oberamt Veldenz                                          | Brauneberg                            |
| Burgen mit Fahls                | Mülheim    | Kurpfalz, Oberamt Veldenz                                          | Burgen                                |
| Emmeroth (Emmerodt)             | Bernkastel | Hochgericht Kleinich (Sponheim und Steinkallenfels)                | Kleinich, Ortsteil Emmeroth           |
| Erden                           | Zeltingen  | Kröver Reich, Dreiherrisch                                         | Erden                                 |
| Filzen mit Neudorf              | Lieser     | Kurtrier, Amt Wittlich, Gericht Wintrich                           | Brauneberg, Ortsteil Filzen           |
| Fronhofen                       | Bernkastel | Hochgericht Kleinich (Sponheim und Steinkallenfels)                | Kleinich, Ortsteil Fronhofen          |
| Gonzerath (Gunzerodt)           | Bernkastel | Kurtrier, Amt Hunolstein                                           | Morbach, Ortsteil Gonzerath           |
| Gornhausen                      | Mülheim    | Kurpfalz, Oberamt Veldenz                                          | Gornhausen                            |
| Götzeroth (Gotzrodt)            | Bernkastel | Hochgericht Kleinich (Sponheim und Steinkallenfels)                | Kleinich, Ortsteil Götzeroth          |
| Graach                          | Bernkastel | Kurtrier, Amt Bernkastel, Gericht Graach                           | Graach an der Mosel                   |
| Ilsbach                         | Bernkastel | Hochgericht Kleinich (Sponheim und Steinkallenfels)                | Kleinich, Ortsteil Ilsbach            |
| Kautenbach                      | Bernkastel | Hochgericht Kleinich (Sponheim und Steinkallenfels)                | Traben-Trarbach, Stadtteil Kautenbach |
| Kesten                          | Lieser     | Kurtrier, Amt Wittlich, Gericht Wintrich                           | Kesten                                |
| Kleinich (Kleinig)              | Bernkastel | Hochgericht Kleinich (Sponheim und Steinkallenfels)                | Kleinich, Ortsteil Kleinich           |
| Kommen (Commen)                 | Bernkastel | Kurtrier, Amt Baldenau, Gericht Bernkastel                         | Kommen                                |
| Kues (Cues)                     | Bernkastel | Kurtrier, Amt Bernkastel, Gericht Bernkastel                       | Bernkastel-Kues, Stadtteil Kues       |
| Lieser                          | Lieser     | Kurtrier, Amt Wittlich, Gericht Bernkastel                         | Lieser                                |
| Longkamp (Longchamp)            | Bernkastel | Kurtrier, Amt Baldenau, Gericht Bernkastel                         | Longkamp                              |
| Lösnich (Loetzenich, Lœsenich)  | Zeltingen  | Reichsritterschaft                                                 | Lösnich                               |
| Machern                         | Lieser     | Kurtrier, Amt Wittlich, Gericht Wehlen                             | Bernkastel-Kues, Kloster Machern      |
| Maring (Mahring)                | Lieser     | Kurtrier, Amt Wittlich, Gericht Maring                             | Maring-Noviand, Ortsteil Maring       |
| Monzelfeld                      | Bernkastel | Kurtrier, Amt Bernkastel, Gericht Bernkastel                       | Monzelfeld                            |
| Mülheim (Mulheim)               | Mülheim    | Kurpfalz, Oberamt Veldenz                                          | Mülheim an der Mosel                  |
| Noviand mit Siebenborn          | Lieser     | Kurtrier, Amt Wittlich, Gericht Maring                             | Maring-Noviand, Ortsteil Noviand      |
| Pilmeroth                       | Bernkastel | Hochgericht Kleinich (Sponheim und Steinkallenfels)                | Kleinich, Ortsteil Pilmeroth          |
| Rachtig                         | Zeltingen  | Kurköln, Amt Zeltingen                                             | Zeltingen-Rachtig, Ortsteil Rachtig   |
| Thalveldenz (Veldenz la Vallée) | Mülheim    | Kurpfalz, Oberamt Veldenz                                          | Veldenz, Ortsteil Thalveldenz         |
| Ürzig (Urzig)                   | Zeltingen  | Kurtrier, Amt Wittlich, Gericht Ürzig                              | Ürzig                                 |
| Veldenz                         | Mülheim    | Kurpfalz, Oberamt Veldenz                                          | Veldenz                               |
| Wehlen (Velen)                  | Lieser     | Kurtrier, Amt Wittlich, Gericht Wehlen                             | Bernkastel-Kues, Stadtteil Wehlen     |
| Wintrich                        | Lieser     | Kurtrier, Amt Wittlich, Gericht Wintrich                           | Wintrich                              |
| Wolf                            | Zeltingen  | Hintere Grafschaft Sponheim, Oberamt Trarbach, Schultheißerei Wolf | Traben-Trarbach, Stadtteil Wolf       |
| Zeltingen                       | Zeltingen  | Kurköln, Amt Zeltingen                                             | Zeltingen-Rachtig, Ortsteil Zeltingen |

Die Gemeinde Kleinich mit den dazugehörenden Ortschaften Emmeroth, Fronhofen, Götzeroth, Ilsbach und Pilmeroth war mit dem Kanton Trarbach strittig und wurde später dem Rhein-Mosel-Departement zugeordnet.